# Ait Yaazem
Ait Yaazem  (in arabo أيت يعزم‎?) è un centro abitato e comune rurale del Marocco situato nella provincia di El Hajeb, regione di Fès-Meknès. Conta una popolazione di 16 091 abitanti (censimento 2014).